# سونگ-هوان او
سونگ-هوان او (انگلیسی: Seung-hwan Oh؛ زادهٔ ۱۵ ژوئیهٔ ۱۹۸۲) بازیکن بیس‌بال اهل کره جنوبی است.
از باشگاه‌هایی که در آن بازی کرده‌است می‌توان به سنت لوئیس کاردینالز اشاره کرد.
وی در مسابقات کشوری و بین‌المللی در مجموع برندهٔ ۱ مدال طلا، ۱ مدال نقره، ۱ مدال برنز شده‌است.